# Pynthanosis fasciataria
Pynthanosis fasciataria är en fjärilsart som beskrevs av Stättermayer 1930. Pynthanosis fasciataria ingår i släktet Pynthanosis och familjen mätare. Inga underarter finns listade.